# Chavarriella oroyana
Chavarriella oroyana är en fjärilsart som beskrevs av Louis Beethoven Prout 1932. Chavarriella oroyana ingår i släktet Chavarriella och familjen mätare. Inga underarter finns listade i Catalogue of Life.